# Steponas Darius
Steponas Darius (Rubiske, 1896. január 8. – Soldin, 1933. július 17.) litván pilóta, aki honfitársával, Stasys Girėnasszal első litvánként repülte át az Atlanti-óceánt. Repülőgépük nem ért célba, 650 kilométerre Kaunastól lezuhant; mindketten szörnyethaltak.

## Élete
A pilóta Steponas Jucevičius-Darašius néven született. Apja korai halála után anyja újra férjhez ment. Szüleivel 1907-ben az Amerikai Egyesült Államokba emigrált, és Chicago, Bridgeport nevű városrészében telepedett le. Steponas Darius kifutófiúként dolgozott a Wright fivérek üzletében.
1917-ben bevonult az amerikai hadseregbe, telefonkezelőként tevékenykedett a 149. tüzérezrednél. Ebben az időben változtatta meg a nevét. Franciaországi háborús sebesüléséért Bíbor Szív-kitüntetést kapott. 1920-ban visszatért a függetlenségéért harcoló Litvániába, ahol belépett a hadseregbe. A katonai iskolát 1921-ben, hadnagyként végezte el. Litvániai tartózkodása alatt tanult meg repülni, és részt vett Klaipėda kikötőváros 1923-as felszabadításában. Öt évig szolgált a litván légierőnél.
1927-ben visszatért az Egyesült Államokba, hogy meglátogassa barátait, rokonait. Az utazás során Párizsban, a La Bourget repülőtéren szemtanúja volt az óceánt leszállás nélkül először átrepülő Charles Lindbergh ünnepélyes fogadtatásának. Ez az esemény lett az inspirálója későbbi útjának. Amerikában többféle repülési engedélyt (nemzetközi, teherpilóta) is szerzett. Egy amerikai pilótával közös céget alapított az indianai South Bendben, de 1929-ben visszatért Chicago környékére. Bellanca-kereskedőként dolgozott a Palwaukee repülőtéren. 1932-ben megismerkedett a szintén Amerikában élő litván pilótával, Stasys Girenasszal, és elhatározták, hogy leszállás nélkül átrepülik az Atlanti-óceánt.

## Halála
Gépük, a Lituanica 1933. július 15-én, 6 óra 24 perckor szállt fel a New York-i Floyd Bennett repülőtérről a litvániai Kaunas felé. A gép július 17-én, hajnali fél egykor, 37 óra 11 perc repülés és 6411 megtett kilométer után lezuhant a németországi Soldin (ma Lengyelország, Pszczelnik) közelében. A gép ekkor 650 kilométerre volt céljától. Steponas Darius és Stasys Girenas búcsúztatásán több mint hatvanezren vettek részt Kaunasban.

## Érdekességek
- A litván 10 litaszos bankjegyen a pilótaduó látható.[1]
- A két pilótáról nevezték el a kaunasi városi stadiont.[3]